# Married Single Other
Married Single Other est une série télévisée britannique en 6 épisodes de 45 minutes créée par Peter Souter et diffusée entre le 22 février et le 29 mars 2010 sur ITV.
Cette série est inédite dans les pays francophones.

## Synopsis
Cette série met en scène le quotidien de six personnages dans leurs relations amoureuses, qu'ils soient mariés (Married), célibataires (Single) ou dans une autre situation (Other).

## Distribution
- Lucy Davis : Lillie
- Miranda Raison : Abbey
- Shaun Dooley : Eddie
- Ralf Little : Clint
- Amanda Abbington : Babs
- Dean Lennox Kelly : Dickie

## Épisodes
1. Titre français inconnu (I Don't)
2. Titre français inconnu (Dinner For Six)
3. Titre français inconnu (Burning Rubber)
4. Titre français inconnu (Chink)
5. Titre français inconnu (T.D.D.U.P.)
6. Titre français inconnu (Catnip)